# Вильгельмштрассе (Берлин)
Вильгельмштрассе (нем. Wilhelmstraße) — знаменитая берлинская улица, расположена в районах Митте и Кройцберг. На Вильгельмштрассе располагались правительственные учреждения Пруссии и Германской империи до 1918 года. «Вильгельмштрассе» — нарицательное обозначение имперского правительства так же, как Уайтхоллом называют правительство Великобритании.
Улица ведёт в направлении с севера на юг. На севере она начинается у Рейхстага (набережной реки Шпрее), пересекает бульвар Унтер-ден-Линден у восточной стороны Парижской площади и Лейпцигскую улицу и заканчивается у Галльской набережной (нем. Hallesches Ufer) вблизи Галльских ворот (нем. Hallesches Tor) в Кройцберге. На участке между улицей Беренштрассе (нем. Behrenstraße) и Унтер-ден-Линден Вильгельмштрассе закрыта для автотранспорта для безопасности британского посольства.
Став королём Пруссии, Фридрих Вильгельм I решил расширить территорию Берлина и соответственно Фридрихштадта. В 1731 году во Фридрихштадте была проложена Гусарская улица (нем. Husarenstraße), которая после смерти Фридриха Вильгельма I получила его имя.
В северной части улицы были построены дворцы министров и приближённых к королю. Три таких дворца благодаря представительному курдонёру получили особо импозантный вид: дворец Шверина (позднее Дворец рейхспрезидента), Дворец Шуленбургов (позднее рейхсканцелярия) и дворец Вернезобра (позднее Дворец принца Альбрехта).
К началу XIX века на Вильгельмштрассе разместились ключевые министерства Пруссии. С 1871 года на Вильгельмштрассе расположились правительственные учреждения Германской империи. В непосредственной близости возводились здания иностранных посольств. Во Вторую мировую войну многие здания на Вильгельмштрассе были разрушены бомбами или в ходе уличных боёв и после 1945 года были снесены. В 1980-е годы на участке между Беренштрассе и Фоссштрассе (нем. Voßstraße) были построены предприятия торговли и панельные жилые дома с красиво оформленными фасадами, где проживали высокопоставленные номенклатурные работники ГДР. В настоящее время по инициативе Парламента Берлина на Вильгельмштрассе работает постоянная выставка, рассказывающая о памятных сооружениях улицы.